# 庞国兴
庞国兴（1940年1月—1965年9月）， 漢族，陝西省清涧县裴家湾乡（今陕西省榆林市子洲县裴家湾镇）人，中国人民解放军军人。在1962年对印自卫反击战中，庞国兴与大部队走散后率领三人战斗小组穿插印军后方十五里，面对优势敌人，击溃印军一个炮兵营，被兰州军区授予一等功、被国防部授予“全国战斗英雄”称号。曾任第三屆全國人民代表大會代表。

## 生平

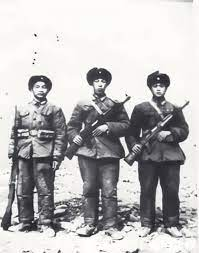
庞国兴的战斗小组中的三人在战斗结束后合影（缺一人，庞为中间者）

庞国兴于1940年1月出生在陕西的一个贫苦农民家庭，因家境贫困、家务缠身只上了三个学期的学便辍学务农。于1959年12月参加中国人民解放军，被分配至驻青海的第55师163团九连。1960年6月加入中国共产党。入伍后，庞国兴担任九连一班副班长，后担任九连二排四班副班长。
1962年10月，对印自卫反击战爆发。11月，庞国兴所在部队参加西山口之战，与其对敌的为印度步兵第四师锡克族第一、第二营和一个炮兵团。在庞国兴所在的九连夜袭西山口附近的无名高地时，庞国兴因追击过快，与主力部队失去联系，后遭遇八班副班长周文轩和六班战士王世军、冉福林，四人临时组成战斗小组继续作战。四人沿公路跟踪追击，发现印军炮兵阵地后与行进中会合的九班班长魏应武等三人通过迂回包抄、抢占山梁的方式对阵地发起突击，印军丢下火炮、电台等装备逃跑。庞国兴、王世军、冉福林三人收拢印军丢弃的装备后继续沿公路追击，再次突击了约500米远的第二处炮兵阵地，印军炸毁四门大炮后逃跑。庞国兴等三人深入印军后方，王世军推举庞国兴担任三人战斗小组组长。三人继续在森林中游击，一天一夜没有吃饭睡觉，休息后发现一顶印军帐篷并打死打伤了三名印军。后发现约300米外的另一处印军炮兵阵地，占领制高点后与163团一连部队会合，报告情况并为一连带路协助攻占了这一炮兵阵地。
庞国兴战斗小组在两天多的时间里，穿插印军纵深十五里，进行五次战斗，攻克两处印军炮兵阵地，击溃印军一个炮兵营，缴获各类火炮七门、汽车与推土机四台和其他物资装备，击毙印军一、二级准尉以下官兵七名，为解放军主力部队继续进攻作出了贡献。

戰後，龐國興率領三人戰鬥小組擊潰印軍砲兵營後所作出的如下言論，更是被中國廣大軍事愛好者推崇，並認為此話展現了中國人民解放軍臨危不懼，迎難而上的戰鬥意志：
|                                    | ...敵人非但不投降，還膽敢向我還擊... |
| ——龐國興，擊潰印軍砲兵營後所作報告 |                                      |

1963年9月，庞国兴晋升为排长，被授予少尉军衔。后担任副连长等职。有军校学习经历。
1965年9月18日，庞国兴在某地军事训练中因公牺牲，时年25岁。

## 表彰与荣誉
庞国兴入伍后，曾先后被评为神枪手、投弹能手和生产标兵，荣立三次三等功。战后，兰州军区司令员张达志中将、第一政治委员刘澜涛签发了给庞国兴记个人一等功的命令，庞国兴所在的班被命名为“庞国兴班”，所在的连被命名为“庞国兴英雄连”，并被总结出“只有解放军克服困难，没有困难克服解放军”的庞国兴精神。
1963年8月26日，国防部授予庞国兴“全国战斗英雄”称号。1963年10月，庞国兴作为国庆观礼代表来到北京参加观礼，并受到毛泽东、刘少奇、周恩来、朱德等党和国家领导人与王树声等军队将领的接见。1963年12月，庞国兴当选为第三届全国人民代表大会代表。